# Lorentz Bertius Thyholdt
Lorentz Bertius Thyholdt, född 19 april 1870 i Bergen, död där 8 mars 1931, var en norsk skådespelare.
Thyholdt debuterade 1892 på Den Nationale Scene i Bergen, som han därefter, med undantag för kortare gästspel i Oslo, aldrig lämnade.  Bland hans huvudroller kan nämnas Jan Herwitz i Hans Wiers-Jenssens pjäs med samma namn,  Lundestad i De ungas förbund, Turman i Geografi og Kjærlighed, Vielgeschrey i Den stundesløse och Per Degn i Erasmus Montanus.
Han var son till guldsmeden Martin Thyholdt och Emilie Charlotte Hoff.

## Filmografi
- 1920 – Prästänkan (Klockaren)